# Гай Прастина Мессалин
Гай Прастина Мессалин (лат. Gaius Prastina Messalinus) — римский политический деятель середины II века.
О происхождении и родине Мессалина ничего неизвестно (возможно, он происходил из испанских провинций). В качестве легата III Августова легиона он был фактически правителем римской провинции Нумидия. Срок исполнения обязанностей легата Мессалина окончился, по всей видимости, в течение 146 года, поскольку с 1 января 147 года он занимал должность ординарного консула вместе с Луцием Аннием Ларгом. После своего консульства Мессалин, очевидно, был легатом пропретором провинции Нижняя Мёзия между 148 и 151 годами.
Вероятно, сыном Мессалина был легат пропретор провинции Верхняя Паннония при Коммоде Прастина Мессалин.